# Daniel Wanjiru
Daniel Wanjiru (Kenia, 26 de mayo de 1992) es un deportista keniano, especializado en carreras de fondo. En el año 2016 ganó la maratón de Ámsterdam en un tiempo de 2:05:21, y al año siguiente, ganó la maratón de Londres en un tiempo de 2:05:48. También ha ganado en dos ocasiones (2015 y 2016) la media maratón de Praga.